# Isaak Iljitj Rubin

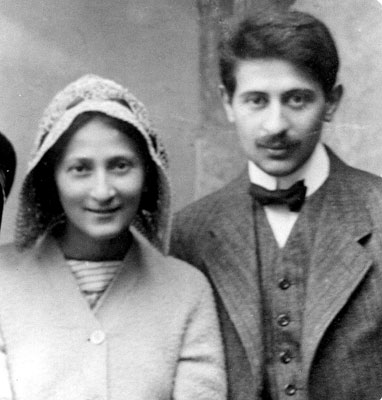
Isaak och hans fru Polonia Rubin, 1910.

Isaak Iljitj Rubin (ryska: Исаа́к Ильи́ч Ру́бин), född 12 juni 1886 i Dinaburg, död 27 november 1937 i Aktiubinsk, var en sovjetisk (rysk) ekonom.  
Rubin föddes i en judisk familj. Han organiserade sig politiskt under revolutionen 1905, först inom Der Bund och därefter med mensjevikerna. Från 1921 var han professor i politisk ekonomi vid Moskvauniversitetet. Efter 1924 drog sig Rubin tillbaka från politiken för att studera marxistisk ekonomi på heltid, och 1926 anställdes han vid Marx-Engels-institutet i Moskva.  
Som ekonom var Rubin specialiserad på Karl Marx värdeteori. 1928 publicerades boken Otjerki po teorii stoimosti Marksa ('Essäer om Marx värdeteori'), vilken mottogs med hård kritik och anklagades för att vara idealistisk och metafysisk. 
Rubin avrättades 1937 i samband med den stora utrensningen. Han rehabiliterades under perestrojka på 1980-talet. 

### Primärkällor
- I. I. Rubin: Essays on Marx's Theory of Value
- Writings of I. I. Rubin at marxists.org